# Metoiken
Metoiken , Oudgrieks: μέτοικοι, van μετά, mede, en οἶκος, huis, woning, dus eigenlijk medebewoners of medewonenden, noemde men in sommige oude Griekse stadstaten de residerende vreemdelingen die een eigen status hadden verworven en tot op zekere hoogte in de stedelijke gemeenschap ingeburgerd waren. Over de Atheense metoiken is het meest bekend.

## Plaats in Spartaanse maatschappij
Lange tijd konden Metoiken worden geassimileerd met de Atheense burgerij, totdat Perikles in 451 v.Chr. een wet invoerde die het burgerrecht beperkte tot personen van wie beide ouders Atheens burger waren. Men bewaarde steeds een grondig onderscheid met de volwaardige burgers. Zo hadden de metoiken geen politieke rechten en moesten zij zich in voorkomend geval voor de rechtbank laten vertegenwoordigen en bijstaan door een prostates, een verdediger of plaatsvervanger, te kiezen uit volwaardige burgers. Ze werden wel opgetekend in de deme, de gemeente, van hun woonplaats en moesten dientengevolge belasting betalen, metoikion. Ze konden geen wettelijke huwelijksverbinding aangaan met vrouwen die volwaardig burgerrecht hadden, en mochten ook geen onroerende eigendommen bezitten. Ze dienden in het leger in afzonderlijke eenheden.
De metoiken kwamen op die manier in de handel en de nijverheid terecht: zij oefenden beroepen uit als koopman, kunstenaar, aannemer van bouwwerken of bankier. Dit hield in dat zij vaak hoog de maatschappelijke ladder opklommen en fortuinen konden vergaren, zodat zij wel in aanmerking kwamen voor de sponsoring van culturele en andere projecten. Ze konden voor bijzondere prestaties bepaalde privileges krijgen, zoals het recht op eigendom en vermindering van financiële lasten. De vermindering van de financiële lasten heette isoteleia.
Zij konden deelnemen aan culturele en religieuze manifestaties, gebruikmaken van de vrijheid van mening en woord, en gingen op dezelfde manier gekleed als de andere inwoners.

## Sparta
Vreemdelingen mochten over het algemeen niet in Sparta blijven. Wie dat wel mochten, de perioiken ('omwonenden'), hadden een vergelijkbare status met de metoiken in Athene.